# Myrmecia esuriens
Myrmecia esuriens är en myrart som beskrevs av Fabricius 1804. Myrmecia esuriens ingår i släktet bulldoggsmyror, och familjen myror. Inga underarter finns listade i Catalogue of Life.